# Нитрид дивольфрама
Нитрид дивольфрама — неорганическое соединение металла вольфрама и азота с формулой W2N,
коричневые кристаллы.

## Получение
- Действие аммиака на порошкообразный вольфрам или оксид вольфрама(VI):

{\displaystyle {\mathsf {4W+2NH_{3}\ {\xrightarrow {700-800^{o}C}}\ 2W_{2}N+3H_{2}}}}
{\displaystyle {\mathsf {WO_{3}+2NH_{3}\ {\xrightarrow {825-875^{o}C}}\ W_{2}N+3H_{2}O}}}

## Физические свойства
Нитрид дивольфрама образует коричневые кристаллы.